# مايك فوستر
مايك فوستر (بالإنجليزية: Mike Foster)‏ (3 فبراير 1939 بليستر في المملكة المتحدة - ) هو لاعب كرة قدم بريطاني في مركز جناح ‏. لعب مع كولتشستر يونايتد وليستر سيتي ونادي ميلوول ونورويتش سيتي.

## وصلات خارجية
- مايك فوستر على موقع قاعدة بيانات كرة القدم.إي يو (الإنجليزية)